# Jodi Arias: Dirty Little Secret
Jodi Arias: Dirty Little Secret är en amerikansk TV-film om Jodi Arias och mordet på Travis Alexander år 2008. Filmen handlar om Arias och Alexanders förhållande, hur hon blir besatt av honom och hur hon till slut på ett bestialiskt vis mördar honom.

## Rollista
- Tania Raymonde – Jodi Arias
- Jesse Lee Soffer – Travis Alexander
- David Zayas – Esteban Flores
- Leah Pipes – Katie
- Zane Holtz – Nick
- Tony Plana – åklagare Juan Martinez
- Debra Mooney – Caroline
- Jace Alexander – Boss
- Meredith Salenger – Willmott
- Jeff Howard – Paul
- Makinna Ridgway – Helen
- Kimberly Whalen – Angela
- Cynthia Addai-Robinson – Leslie
- Fernando Aldaz – Guy
- Jen Oda – laboratorietekniker